# Laurent Batlles
Laurent Batlles (Nantes, 23 september 1975) is een Frans voormalig voetballer die speelde als middenvelder. Batlles speelde onder anderen voor Toulouse, Girondins de Bordeaux, Bastia en Olympique Marseille. Na zijn voetballoopbaan richtte Batlles zich op het trainerschap.

## Erelijst
Als speler
 Olympique Marseille
- UEFA Intertoto Cup: 2005

Als trainer
 Troyes
- Ligue 2: 2020/21